# 유수 (평후)
유수(劉遂, ? ~ ?)는 전한 중기의 제후로, 제북식왕의 아들이다.

## 생애
원삭 3년(기원전 127년), 평후(平侯)에 봉해졌다.
원수 원년(기원전 122년), 지인이 관청의 어미말을 훔쳐서 숨겼다가 적발되었다. 유수는 사면받았으나 노역형에 처하였다.

## 출전
- 사마천, 《사기》 권21 건원이래왕자후자연표
- 반고, 《한서》 권15상 왕자후표 上